# Blasphemy
Blasphemy ist eine kanadische Black-Metal-Band. Die Band tritt auf sämtlichen Veröffentlichungen nur unter Pseudonymen in Erscheinung.

## Bandgeschichte
Die Band wurde 1984 in Burnaby (Kanada) gegründet. Einige Coversongs von Sodom, Bathory und Slayer wurden 1986 aufgenommen. Erst fünf Jahre nach Gründung wurde das erste Demo Blood Upon the Altar veröffentlicht. Nach dem Demo stieg der Gitarrist Black Priest of the 7 Satanic Blood Rituals aus und wurde durch The Traditional Sodomizer of the Goddess of Perversity ersetzt. 1990 konnte die Band einen Plattenvertrag unterzeichnen und veröffentlichte das Debütalbum Fallen Angel of Doom.... auf dem US-amerikanischen Label Wild Rags Records. Später bezeichnete die Band den Deal als „Rip-Off“.
Vor den Aufnahmen zum zweiten Album stieg Ace Gestapo Necrosleezer and Vaginal Commands als Bassist ein. Die Band hatte zwischenzeitlich einen Plattenvertrag mit dem französischen Black-Metal-Label Osmose Productions unterzeichnet. Auf dem Album Gods of War (1993) wurden außerdem vier Demotracks zweitverwertet. Die Band ging danach mit Rotting Christ und Immortal auf Europa-Tournee. Von da an wurde es still um die Band. Eine Zeit lang konnte die Band nicht mehr auftreten, da Three Black Hearts of Damnation and Impurity sich betrunken im Flugzeug mit einem Polizisten anlegte und eine Zeit lang eine Gefängnisstrafe absitzen musste.
In völlig neuem Line-Up spielten sie 2001 ein neues Demo ein. Ein Liveauftritt in Vancouver wurde 2002 unter dem Titel Live Ritual - Friday the 13th auf einem Underground-Label veröffentlicht. Die Band trat in der Vergangenheit des Öfteren mit Marduk und Black Witchery auf.

## Stil und Bedeutung
Blasphemy war eine der ersten Black-Metal-Bands der 1980er, die sich auch durch Musik und Auftreten von der damaligen Thrash-Metal-Welle unterschieden. Zusammen mit Beherit, Bulldozer und Sarcófago legte sie den Grundstein für einen chaotischen, oft War Metal genannten Black-Metal-Stil; eine Mischung aus Grindcore, Thrash- und Black Metal, der insbesondere von Beherit und Impaled Nazarene aufgegriffen wurde und sowohl im finnischen als auch im asiatischen Raum verbreitet ist. Die Band war auch eine der ersten, die Corpsepaint einsetzten, wobei sie nur schwarze Farbe statt der heute üblichen Schwarz-weiß-Bemalung einsetzte. Zudem tritt die Band meist martialisch mit Patronengurten, militärischer Kleidung und Nieten auf. Sämtliche Mitglieder der Band betreiben Bodybuilding und gaben sich ein extremes, satanistisches und gewalttätiges Image. Da sie außerdem alle Glatzen tragen, werden sie auch als „Black-Metal-Skinheads“ bezeichnet.
In den Anfangstagen wurde die Band von den etablierten Medien der Metal-Szene belächelt. Die überlangen Pseudonyme und der harte, kompromisslose Stil wurde von Magazinen wie dem Rock Hard veralbert. Die Mitgliedschaft von Caller of the Storms, der als Afro-Kanadier in einer Black-Metal-Band mitwirkt, sorgt immer wieder für rassistische Kommentare, so betitelte das deutsche Rock-Hard-Magazin den Gitarristen als „Black-Metal-Neger“. Trotzdem hatte die Band einen großen Einfluss auf die sogenannte „zweite Welle“ des Black Metals aus Norwegen. Zahlreiche Coverversionen im Extreme-Metal-Underground, u. a. von GUT und Impiety, und mehrere positive Äußerungen bekannter Musiker zeigen diesen Einfluss.

## Diskografie
- Blood Upon the Altar (Demo, 1989)
- Fallen Angel of Doom.... (1990)
- Gods of War (1993)
- Die Hard Rehearsal (Demo, 2001)
- Live Ritual - Friday the 13th (Live, 2002)

Es existieren außerdem mehrere Bootlegs mit rarem Material und Auftritten der Band.